# 軍事における革命
軍事における革命（ぐんじにおけるかくめい、Revolution in Military Affairs、RMA）とは、軍事の変革を指す言葉である。なお、似たような言葉に「軍事革命」があるが、RMAと意味はまったく異なる。

## 広義のRMA
広義のRMAとは、戦術・組織等といった、軍事に関する諸要素の「革命的な変化」を指す。
RMAが発生する要因はいくつか存在するが、その一例として技術革新が挙げられる。革新的な技術が登場することにより、従来では実現不可能だった新しい兵器等のシステム開発を可能にし、さらにそれらを運用する戦術・組織等も変革が生じるというパターンである。ただし発明・開発された新兵器等の存在そのものがRMAにつながるとは限らず、それらを活かす戦術、それを支える組織、補給、人材など軍事基盤、更には社会基盤が伴う事で初めてRMAがおきると考えられる。
例えば、第一次世界大戦に登場した戦車は局所的成功は収めたものの、その時点では決して戦争に決定的な影響を与えるものでは無かった事が挙げられる。戦車が戦況を左右する決定的要因となったのは、第二次世界大戦初頭のナチス・ドイツのフランス侵攻、いわゆる電撃戦においてであった。戦車の運用に合わせた戦術変化が起き、砲兵の代わりとして航空機による近接支援が実現できるようになった為である。
通信技術の普及した大日本帝国陸軍は、浸透戦術により大兵力を誇る中国国民党軍を第一次上海事変で打ち破った。

## 情報におけるRMA
RMAとは、狭義にはアメリカ合衆国で発生して以来各国で進行しつつあるRMAである情報RMAを指す。この発案提唱は旧ソビエト連邦のニコライ・オガルコフだとされ、これにアンドリュー・マーシャルが注目したとされる。情報通信技術をはじめとする各種の新技術を適用したシステムを軍事組織に導入する事で、戦力の円滑・効率的な運用を行うことで従来より少数の戦力で従来以上の戦果を追求するという考え方から発生したものである。導入されるシステムは極めて多種多様だが、それらの多くは、
敵より多くの情報収集
様々なセンサーでの情報収集。その手段は兵士の足によるものから偵察衛星による大規模なものまで、広範囲にわたり多種多様である。また同時に、敵の情報収集を妨害する手段も重要であり、こちらも大きく発達している。
情報の高いレベルでの管理・運用能力
優先目標の決定をサポートする意思決定システム等。また広義では兵士に情報を管理・運用する為の教育の徹底も欠かせないとされる。
戦力を構成する部隊間での密接な連携
データリンクの普及。データリンクは情報RMAにおける極めて重要な役割を担っており、これにより作戦で運用される各部隊で情報の常時共有、それに伴う密接な連携を可能にする。たとえ個々の部隊が小規模であっても、それら同士で情報を共有、統一すれば、まるで一つの大規模戦力のような働きをすることが出来る。また、一つのシステムの能力が限られていても、他のシステムで補完出来るようにもなる。
例えば、戦闘機に装備されているレーダーは基本的に探知距離や探知範囲等の性能が限られており、目標の距離が離れすぎている場合や、目標の方位が探知範囲外である場合（例えば後方にいる場合等）は探知が出来なくなる。しかし、レーダー基地や早期警戒機等のレーダーは一般に戦闘機のレーダーより探知距離が長く、また全周に渡っての探知が可能である。そこで、これらのシステムで捉えた情報をデータリンクにより戦闘機と共有する事で、戦闘機側は自機のレーダーだけでは得られない、高レベルな情報を得られる事になる。また、戦闘機が他システムに探知を任せ、自機のレーダーを使わないでいれば、敵機のレーダー警戒装置により戦闘機が発見される可能性を無くす事が出来る。
　この様に各部隊での連携が取れれば、その戦闘能力は大きく向上する。
最小限かつ効果的な攻撃能力
命中率を向上させる技術。今では兵器の誘導システムにGPSが使用される事も珍しくなくなっている。これらの技術は戦闘の大幅な効率化を実現するが、同時に攻撃目標周辺への被害や誤爆の発生率の低減も実現する。
現代においては、もし民間の施設や人間に対し攻撃を加えてしまえば、その被害が大きく報道され、世論の支持や国際関係等に影響を与えてしまうのは確実であり、それを防ぐ手段としても重要であるとされる。
多種多様な攻撃からの防御能力
ハード面はもちろん、サイバーテロ等のソフト面での攻撃に対しても高い防御能力を持たせる必要がある。また、社会インフラに対しても同様の措置が欠かせないとされる。
以上の目的を達成する為のシステムであるとされている。
アメリカでは情報通信技術（インターネット）と高性能電子計算機、通信衛星、GPSなどのハイテク機器を次々に開発し、さらにそれらを発展させることにより、情報RMAを実行段階に移行しつつある。現在世界規模で行なわれている米軍再編の大きな目的の一つに情報RMAの具現化があり、これを達成した場合、有事に際しては、必要に応じて適切な兵力を適切な場所に迅速に投入し、効果的に運用する事で極めて高いレベルでの作戦遂行が可能になり、兵力の規模をスリム化しながらも実際の戦闘力を従来よりも圧倒的に向上出来るとされる。
この情報RMAがもたらす効果は極めて大きいと考えられている。しかし一方で新世代軍事技術に対応した技術の導入、また各種情報の収集・管理・運用・活用等といった面において、クリアすべき課題は数多い。
例えば現在、既に一般の兵士にもパソコンを始めとする情報機器を扱いこなせるスキルが求められつつある。また最近の自衛隊では、Winny等のファイル共有ソフトによりパソコンから機密が漏洩してしまうという事件が幾度か発生し、問題となった。